# Ethan Hayter
Ethan Edward Hayter (Londra, 18 settembre 1998) è un ciclista su strada e pistard britannico, professionista dal 2020, che corre per la Soudal Quick-Step. Su pista ha vinto due argenti olimpici (nell'americana a Tokyo 2020 e nell'americana a Parigi 2024) e quattro titoli mondiali, due nell'inseguimento a squadre e due nell'omnium, mentre su strada si è aggiudicato il Giro di Polonia 2022.

## Palmarès

### Strada
- 2016 (Juniores)

Kuurne-Bruxelles-Kuurne Juniores
- 2019 (Team Inspired)

2ª tappa À Travers les Hauts-de-France (Seclin > Bonningues-lès-Calais)
Classifica generale À Travers les Hauts-de-France
Prologo Giro d'Italia Under-23 (Riccione > Riccione, cronometro)
1ª tappa Giro d'Italia Under-23 (Riccione > Santa Sofia)
Campionati britannici, Prova in linea Under-23
3ª tappa Tour de l'Avenir (Montignac > Mauriac)
- 2020 (Team Ineos/Ineos Grenadiers, una vittoria)

Giro dell'Appennino
- 2021 (Ineos Grenadiers, nove vittorie)

3ª tappa Settimana Internazionale di Coppi e Bartali (Riccione > Riccione)
2ª tappa Volta ao Algarve (Sagres > Alto da Fóia)
2ª tappa Vuelta a Andalucía (Iznájar > Alcalá la Real)
5ª tappa Vuelta a Andalucía (Vera > Pulpí)
1ª tappa Tour of Norway (Egersund > Sokndal)
2ª tappa Tour of Norway (Sirdal > Sirdal)
Classifica generale Tour of Norway
5ª tappa Tour of Britain (Alderley Park > Warrington)
Campionati britannici, Prova a cronometro
- 2022 (Ineos Grenadiers, sei vittorie)

2ª tappa Settimana Internazionale di Coppi e Bartali (Riccione > Longiano)
Prologo Giro di Romandia (Losanna > Losanna, cronometro)
2ª tappa Giro di Romandia (Echallens > Echallens)
2ª tappa Tour of Norway (Ulvik > Geilo)
Campionati britannici, Prova a cronometro
Classifica generale Giro di Polonia
- 2023 (Ineos Grenadiers, due vittorie)

1ª tappa Giro dei Paesi Baschi (Vitoria-Gasteiz > Labastida)
2ª tappa Giro di Romandia (Morteau > La Chaux-de-Fonds)
- 2024 (Ineos Grenadiers, una vittoria)

Campionati britannici, Prova in linea
- 2025 (Soudal Quick-Step, due vittorie)

3ª tappa Giro del Belgio (Tessenderlo > Ham, cronometro)
Campionati britannici, Prova a cronometro

#### Altri successi
- 2016 (Juniores)

Grand Prix Serge Baguet
De Klijte-Heuvelland
- 2018 (100% Me)

Classifica giovani Tour of Reservoir
- 2019 (Team Inspired)

Classifica giovani À Travers les Hauts-de-France
Classifica a punti Giro d'Italia Under-23
- 2021 (Ineos Grenadiers)

Classifica giovani Settimana Internazionale di Coppi e Bartali
Classifica a punti Vuelta a Andalucía
3ª tappa Tour of Britain (Carmarthenshire, cronosquadre)
Classifica a punti Tour of Britain
- 2022 (Ineos Grenadiers)

Classifica a punti Settimana Internazionale di Coppi e Bartali
Classifica a punti Giro di Romandia
- 2023 (Ineos Grenadiers)

Classifica a punti Giro di Romandia
Classifica giovani Tour of Guangxi

### Pista
- 2015

Campionati britannici, Inseguimento individuale Junior
Campionati britannici, Americana Junior (con Fred Wright)
- 2016

Campionati britannici, Inseguimento individuale Junior
Campionati europei, Inseguimento a squadre Junior (con Matthew Walls, Reece Wood e Fred Wright)
Campionati britannici, Americana (con Joe Holt)
- 2017

Sei giorni di Berlino Under-23, (con Matthew Walls)
Campionati britannici, Scratch
Campionati europei, Inseguimento a squadre Under-23 (con Matthew Bostock, Joe Holt e Matthew Walls)
Campionati britannici, Americana (con Matthew Walls)
Track Cycling Challenge, Omnium (Grenchen)
- 2018

Campionati britannici, Inseguimento a squadre (con Rhys Britton, Jake Stewart, Matthew Walls e Fred Wright)
Campionati del mondo, Inseguimento a squadre (con Ed Clancy, Kian Emadi e Charlie Tanfield)
Grand Prix of Poland, Corsa a punti (Pruszków)
Campionati europei, Omnium
Campionati europei, Omnium Under-23
Campionati europei, Americana Under-23 (con Matthew Walls)
- 2019

Campionati britannici, Scratch
Campionati britannici, Omnium
Dublin Track Cycling International, Corsa a punti (Dublino)
Dublin Track Cycling International, Omnium (Dublino)
Cottbuser Nächte, Scratch (Cottbus)
Cottbuser Nächte, Corsa a punti (Cottbus)
Cottbuser Nächte, Omnium (Cottbus)
- 2021

Campionati del mondo, Omnium
- 2022

2ª prova Coppa delle Nazioni, Omnium (Milton)
Campionati del mondo, Inseguimento a squadre (con Daniel Bigham, Ethan Vernon e Oliver Wood)
Campionati del mondo, Omnium
- 2024

Campionati europei, Inseguimento a squadre (con Daniel Bigham, Charlie Tanfield, Ethan Vernon e Oliver Wood)
Campionati europei, Omnium
Coppa delle Nazioni, Omnium (Milton)
Coppa delle Nazioni, Inseguimento a squadre (Milton con Daniel Bigham, Charlie Tanfield, Ethan Vernon e Oliver Wood)

## Piazzamenti

### Grandi Giri
- Giro d'Italia

2025: 136º
- Vuelta a España

2022: non partito (10ª tappa)

### Classiche monumento
- Milano-Sanremo

2022: 56º
- Giro delle Fiandre

2021: 53º
- Liegi-Bastogne-Liegi

2020: 70º
2024: 75º
- Giro di Lombardia

2024: ritirato

### Competizioni mondiali
- Campionati del mondo su pista

Aigle 2016 - Inseguimento individuale Junior: 4º
Aigle 2016 - Inseguimento a squadre Junior: 3º
Apeldoorn 2018 - Inseguimento a squadre: vincitore
Pruszków 2019 - Inseguimento a squadre: 2º
Pruszków 2019 - Omnium: 3º
Pruszków 2019 - Americana: 7º
Berlino 2020 - Inseguimento a squadre: 5º
Berlino 2020 - Americana: 9º
Roubaix 2021 - Inseguimento a squadre: 3º
Roubaix 2021 - Omnium: vincitore
Roubaix 2021 - Americana: 4º
St. Quentin-en-Yv. 2022 - Inseg. a squadre: vincitore
St. Quentin-en-Yv. 2022 - Omnium: vincitore
St. Quentin-en-Yv. 2022 - Americana: 2º
Ballerup 2024 - Inseguimento a squadre: 2º
Ballerup 2024 - Americana: 5º
Ballerup 2024 - Omnium: 5º
- Campionati del mondo su strada

Bergen 2017 - In linea Under-23: 97º
Innsbruck 2018 - Cronometro Under-23: 5º
Innsbruck 2018 - In linea Under-23: 8º
Imola 2020 - In linea Elite: 86º
Fiandre 2021 - Cronometro Elite: 8º
Fiandre 2021 - In linea Elite: 35º
Wollongong 2022 - Cronometro Elite: 4º
Wollongong 2022 - In linea Elite: 9º
- Giochi olimpici

Tokyo 2020 - Inseguimento a squadre: 7º
Tokyo 2020 - Americana: 2º
Parigi 2024 - Inseguimento a squadre: 2º
Parigi 2024 - Omnium: 8º

### Competizioni europee
- Campionati europei su pista

Atene 2015 - Inseguimento a squadre Junior: 5º
Atene 2015 - Corsa a punti Junior: 8º
Atene 2015 - Americana Junior: 6º
Montichiari 2016 - Inseguimento a squadre Junior: vincitore
Montichiari 2016 - Omnium Junior: 2º
Sangalhos 2017 - Inseguimento a squadre Under-23: vincitore
Sangalhos 2017 - Corsa a punti Under-23: 2º
Glasgow 2018 - Inseguimento a squadre: 3º
Glasgow 2018 - Omnium: vincitore
Glasgow 2018 - Americana: 3º
Aigle 2018 - Omnium Under-23: vincitore
Aigle 2018 - Americana Under-23: vincitore
Apeldoorn 2019 - Inseguimento a squadre: 3º
Apeldoorn 2019 - Corsa a punti: 5º
Apeldoorn 2024 - Inseguimento a squadre: vincitore
Apeldoorn 2024 - Americana: 7º
Apeldoorn 2024 - Omnium: vincitore
- Campionati europei su strada

Plumelec 2016 - Cronometro Junior: 11º
Plumelec 2016 - In linea Junior: 15º
Plouay 2020 - In linea Elite: 98°